# TKN
«TKN (ex-ТонкаяКраснаяНить)» — украинская метал-группа, образованная в 2005 году в городе Харькове.

## История
Дата образования группы — осень 2005 года. С того момента состав группы неоднократно менялся до июля 2008 года, когда прекратились постоянные замены барабанщика. Им стал Антон Кубрак, игравший вместе с гитаристом «ТонкойКраснойНити» Вячеславом Бровко в харьковской группе «7th Sky». Экспериментируя с музыкой и не ограничивая её рамками какого-либо определенного стиля, в январе 2008 года группа записывает свой первый EP альбом «106». Следующий поход в студию состоялся в августе для записи сингла «Фанк». С приходом осени количество концертов группы увеличивается. Группа проводит большие и успешные туры по России и СНГ.
В январе 2009 года «ТонкаяКраснаяНить» приступает к записи своего первого полноформатного альбома, работа над которым завершается только через 9 месяцев. 29 сентября — дата интернет-релиза альбома под названием «Саундтрек Моей Жизни». На дисках дебютный альбом команды выпустил лейбл «ІншаМузика» при содействии компании «Moon Records».
В августе 2010 года группа выпускает лайв-сингл «Live At Rock Generation Fest», состоящий из 3, новых для слушателя, песен, записанных 1 августа 2010 года во время выступления в Бердянске на фестивале Rock Generation Fest.
2011 год в истории группы ознаменовался записью нового материала для второго студийного альбома. Сначала в сентябре был представлен интернет-сингл «Правда или Ложь», в который также вошёл новый клип на одноименную песню, а спустя два месяца, 11 ноября, группа загрузила в сеть второй альбом «Второе Я», презентация которого состоялась на сольном концерте в родном Харькове 20 ноября.
Весной 2013 года вследствие творческих разногласий, Евгений Тютюнник заявляет об уходе из группы. 19.05.2013 в Днепропетровске состоялся последний концерт с его участием.
В мае 2015 года группа объявляет имя нового вокалиста. Им становится Оля Вербецкая. Вместе с тем названия группы меняется на TKN.
14 марта 2016 TKN объявляет об уходе из группы Оли Вербецкой.

## Состав

### Текущие участники
- Андрей Бахнев — бас (с 2005)
- Дмитрий Анисимов — гитара (с 2005)
- Вячеслав Бровко — гитара (с 2006)
- Антон Кубрак — ударные (с 2008)

### Бывшие участники
- Евгений Тютюнник — вокал (2005—2013)
- Артем Швыдченко — гитара (2005—2006)
- Денис Балон — ударные (2005—2007)
- Юрий Салтыков — ударные (2007—2008)
- Андрей Дьяков — ударные (2008)
- Оля Соколинская — бэк-вокал (2006)
- Оля Вербецкая — вокал (2015-2016)

### Сессионные музыканты
- Александр Тюнякин — бас (сентябрь, декабрь 2010)
- Шеро Мамоян — бас (май 2010; апрель 2012)

## Дискография

### Студийные альбомы
| №   | Название           | Длительность |
| --- | ------------------ | ------------ |
| 1.  | «Интро»            | 0:32         |
| 2.  | «Отпуская Боль»    | 3:50         |
| 3.  | «Седьмое Небо»     | 3:03         |
| 4.  | «Чужой»            | 3:10         |
| 5.  | «Обжигающий Холод» | 3:58         |
| 6.  | «Закрываю Глаза»   | 5:37         |
| 7.  | «Крики»            | 3:33         |
| 8.  | «Осень»            | 4:03         |
| 9.  | «Прости»           | 3:08         |
| 10. | «Одиночество»      | 5:18         |

| №   | Название                      | Длительность |
| --- | ----------------------------- | ------------ |
| 1.  | «Пролог»                      | 1:36         |
| 2.  | «Добро Пожаловать»            | 3:52         |
| 3.  | «Дорога Домой»                | 3:39         |
| 4.  | «Часть 2»                     | 0:53         |
| 5.  | «В Наших Руках»               | 3:13         |
| 6.  | «Правда Или Ложь»             | 4:11         |
| 7.  | «Часть 3»                     | 1:32         |
| 8.  | «Танцы Теней»                 | 3:41         |
| 9.  | «Этой Ночью»                  | 4:29         |
| 10. | «В Темноте»                   | 3:32         |
| 11. | «Время (feat. Сергей Бабкин)» | 4:06         |
| 12. | «Бездна»                      | 5:27         |
| 13. | «Хватит Бояться»              | 2:45         |
| 14. | «Эпилог»                      | 0:48         |
| 15. | «Сотни Дорог»                 | 3:22         |

### Мини-альбомы (EP)
| №  | Название               | Длительность |
| -- | ---------------------- | ------------ |
| 1. | «Прости»               | 3:06         |
| 2. | «Осень»                | 4:03         |
| 3. | «Тонкая Красная Нить»  | 3:03         |
| 4. | «Без Тебя»             | 3:20         |
| 5. | «Осколки»              | 3:34         |
| 6. | «Без Тебя (accoustic)» | 3:43         |

### Live-альбомы
| №  | Название                                     | Длительность |
| -- | -------------------------------------------- | ------------ |
| 1. | «В Темноте (Live At Rock Generation Fest)»   | 3:33         |
| 2. | «Танцы Теней (Live At Rock Generation Fest)» | 3:36         |
| 3. | «Сотни Дорог (Live At Rock Generation Fest)» | 3:20         |

### Синглы
| №  | Название                       | Длительность |
| -- | ------------------------------ | ------------ |
| 1. | «Так Быстро»                   | 3:01         |
| 2. | «Без Тебя (NOD Project remix)» | 3:55         |

| №  | Название          | Длительность |
| -- | ----------------- | ------------ |
| 1. | «Правда Или Ложь» | 4:21         |
| 2. | «Truth or Lies»   | 4:21         |

| №  | Название      | Длительность |
| -- | ------------- | ------------ |
| 1. | «Не Отступай» | 3:05         |

| №  | Название  | Длительность |
| -- | --------- | ------------ |
| 1. | «Никогда» | 3:29         |
| 2. | «Икар»    | 3:58         |

## Видеоклипы
- «Седьмое небо» (2010)
- «Обжигающий холод» (2010)
- «Правда или ложь» (2011)
- «В наших руках» (2012)
- «Не отступай» (2015)

## Каверы
Список каверов, когда-либо исполняемых группой:
- «Проснись» («Three Days Grace» — «Wake Up»)
- «Тихий Мир» («12 Stones» — «Crash»)
- «За Что» («Three Days Grace» — «I Hate Everything About You»)
- «Герой Асфальта» («Ария» — «Герой Асфальта»)
- «Стрела» («5’nizza» — «Стрела»)